# 葉月奈穂
葉月 奈穂（はづき なほ、1984年5月3日 - ）は、日本のAV女優。
株式会社名東所属。
身長：158cm 、スリーサイズ：B88（Hカップ）・W57・H94。血液型：O型
趣味・特技 ： ショッピング、テニス、料理

## 略歴
- 2005年に『新人×ギリモザ Hcupスーパーボディ』でAVデビュー。

## 作品

### アダルトビデオ
2005年
- 新人×ギリモザ Hcupスーパーボディ（9月19日、エスワン）
- ギリギリモザイク 爆乳ギリギリモザイク（10月19日、エスワン）
- ギリギリモザイク ネットリ濃厚セックス（11月19日、エスワン）
- ギリギリモザイク 爆乳美女のド淫乱セックス（12月19日、エスワン）

2006年
- ギリギリモザイク バコバコ乱交2（1月19日、エスワン）
- ギリギリモザイク 妄想的特殊浴場 本指名（2月19日、エスワン）
- ギリギリモザイク 激パイズリ1（3月19日、エスワン）
- ギリギリモザイク 無限バコバコ1（4月19日、エスワン）
- ハイパーデジタルモザイクVol.027（6月1日、MOODYZ）
- 爆乳女王様（7月1日、MOODYZ）
- 巨乳女捜査官 媚薬中出し陵辱（11月4日、ヒビノ）
- Nine（12月25日、しのだプロジェクト）

2007年
- 新妻と義父 〜背徳の性欲〜（1月5日、ヒビノ）
- 蹂躙された美肉 〜女教師肉奴隷〜（2月8日、ヒビノ）
- 爆乳女教師 中出し20連発（4月5日、アイエナジー）
- 痴女ボイン 爆乳でザーメン一杯しぼり取ってあげる!（4月19日、ヒビノ）
- 老人 中出し20連発（5月17日、アイエナジー）
- ぬるぬるべっとり（6月21日、アイエナジー）
- 憧れの巨乳美容師 辱められた午後（7月5日、ヒビノ）
- 若妻 中出し20連発（7月19日、アイエナジー）
- 巨乳狩り 中出し8人 3（7月19日、アイエナジー）
- 夏!痴漢バス 〜それぞれの屈辱〜（8月3日、TMA）他出演:アゲハ、茅ヶ崎ありす、七瀬たまき
- リンチ大輪姦 巨乳OL 25人（8月16日、アイエナジー）
- 巨乳三姉妹 童貞びんびんチ○ポ狩り（8月16日、V&Rプロダクツ）共演:野沢友花、Rico
- ご主人様とペットの禁断の秘密（9月7日、アウダースジャパン）共演:柚月ひかる、愛音ゆう、園原みか ※葉月菜穂 名義で出演
- DOKIレズ14（9月7日、アウダースジャパン）共演:柚月ひかる、愛音ゆう、園原みか ※葉月菜穂 名義で出演
- 狙われた教習生 調教レズレイプ vol.7（9月7日、U&K）共演:倖田李梨
- 極乳3姉妹（9月7日、プレミアム）共演:風間ゆみ、星ありす
- 彼女のHカップ、お貸しします（9月15日、ワープエンタテインメント）
- ダブルイカセ4時間（9月18日、ケイ・エム・プロデュース）共演:響鳴音
- BOING.88 Hcup 葉月奈穂 03（10月5日、ドリームチケット）
- チ●ポは自分でシゴきますから、それ以外の「接吻」とか「乳首責め」とか「亀頭チロチロ舐め」とかのお手伝いは、ぜ〜んぶお姉さんがシテ下さい。（10月15日、ワープエンタテインメント）…オムニバス作品 他出演:麻生岬、我那覇レイ、風間ゆみ、妃乃ひかり、橘れもん、花野真衣、福沢あや、渡瀬安奈
- 麻薬捜査官 ヤク漬け膣痙攣（10月18日、アイエナジー）
- 葉月奈穂 VS（10月19日、メディアバンク）
- 巨乳中出しクリニック（11月1日、V(ヴィ)）共演:Rico、早坂めぐ、さとう和香、瀬咲るな
- 美少女の足裏 5（11月1日、フリーダム）他出演:持田茜、柚月ひかる、元木ひなよ、桜井ナオミ、大橋らん、小阪ルリ、山口めぐみ、小池メイ、大原つかさ
- 中出し人妻不倫旅行 10（11月9日、ビッグモーカル）
- 中出し義母レイプ 4（12月7日、TMA）他出演:魚住里奈、滝川純、町村小夜子

2008年
- 女系家族にムコ養子に入った スーパーま○おさんのノンストップ性生活（1月5日、ヒビノ）共演:企画女優5名
- 激安日焼けサロンを開業して巨乳ギャルとヤる（1月7日、カッコイイ!）他出演:木の葉るる、杉田わか、早坂めぐ
- フェラコレ2008冬SP（1月12日、隼エージェンシー）他多数出演
- 黒人中出し21連発 [ナース 葉月奈穂]（1月13日、カルマ）
- 巨乳義母逆レイプ（1月18日、GLAY'z）他出演:町村小夜子、流川純、魚住里奈
- 朝起きたら憧れの爆乳葉月奈穂になってた（2月1日、AVS）
- 爆乳女教師vs中○生 アクメバトルロワイヤル（3月1日、V（ヴィ））共演:早坂めぐ、Rico、さとう和香、瀬咲るな 他
- デカパイでか尻ソープ嬢（4月1日、ワンズファクトリー）
- 変態教祖様と11人の巨乳信者達（4月15日、トップワン）共演:蜜井とわ、はるか悠、姫咲まりあ、桜井エミリ、岬れん、浅岡沙希、石原あすか、瀬咲ひとみ、南野らん、来栖ミカ
- 爆乳家庭教師 1（5月9日、ビッグモーカル）他出演:妃乃ひかり、浅田ちち、佐伯実里、蜜井とわ、七瀬ゆうり
- 88cm Hcup (5月19日、OPPAI)
- となりの美人妻 第5章 7人の美人妻たち（6月14日 隼エージェンシー）他出演:堀口奈津美、純名もも、藤咲さくら、清原りょう、麗花、辻本りょう
- 巨乳ハーレムデンタルクリニック（6月20日、ミュージアム・ネクスト）共演:蜜井とわ、桜井エミリ、石原あすか
- 女教師レイプ5 レイプされる6人の女教師（7月12日 隼エージェンシー）他出演:麗花、赤西涼、松野ゆい、辻本りょう、姫川りな
- フェラコレ2008夏SP（7月12日、隼エージェンシー）他多数出演
- 花嫁と新郎の父（7月25日 ながえスタイル）…他出演:松野ゆい
- 東京ボイン爆乳メガネ中出しMIX 2（8月7日、グローリークエスト）他出演:はるか悠、秋川りお、本田ゆかり
- こだわりの手コキ 4時間SP 9（8月9日、隼エージェンシー）他多数出演
- 巨乳人妻町内会（8月19日、イエロー）…共演:堀口奈津美、妃乃ひかり、北島玲
- 官能小説朗読オナニ〜 3（8月19日、イエロー）他出演:七海りん、美島遥、矢口ひろな、羽田夕夏、芽衣奈、彩花ゆめ、一戸のぞみ、凛華、小峰ミサ、稲森ケイト、北島玲
- 巨乳レイプ レイプされた7人の巨乳（8月19日、ミスター・インパクト）他出演:明佐奈、国見奈々、浅田ちち、藤咲さくら、青山れあ、桜井エミリ
- 巨乳レイプ4時間第14章（9月13日 隼エージェンシー）他出演:雨音しおん、蜜井とわ、絢音ミミ、響鳴音、浜崎りお、加藤はるな
- 巨乳ナースステーション（9月19日、イエロー）共演:紅城まゆ、南沙也香、藤宮櫻花
- 強制レイプマニアックス 17（9月26日、メディアバンク）他出演:京野明日香、志村玲子、坂本愛海、宮崎あい、上原優
- 近親相姦 僕は巨乳母そして美尻叔母と肉体関係を結んだ。「遺言書」の秘密（10月2日 グローリークエスト）…共演:七瀬かすみ
- キレイなお姉さんのムチムチ巨尻（10月13日 AVS）
- 傲慢美人上司 絶対服従美脚責め（11月5日、フリーダム）共演:柚月ひかる、花野真衣、竹内順子
- 傲慢美人上司 見下し美尻顔騎（11月5日、フリーダム）共演:柚月ひかる、花野真衣、竹内順子
- 傲慢美人上司 怒りの叱責金蹴り（11月5日、フリーダム）共演:柚月ひかる、花野真衣、竹内順子
- ちんぐり返しアナル舐め手コキ（11月19日、イエロー）他出演:永瀬あき、浜崎りお、高瀬七海、星優乃、一戸のぞみ、愛菜りな、堀口奈津美、澄川ロア、北島玲、妃乃ひかり、小森もも
- エロい美熟女の巨尻誘惑（11月25日、マドンナ）
- 巨乳・爆乳 授乳手コキ VOL.3（12月5日、映天）他出演:乙宮ゆう、佐野るる、京本由衣、秋乃マロン、浅田もえ、久保田恵、西本はるみ
- 巨乳・爆乳 乳揉み VOL.3（12月5日、映天）他出演:乙宮ゆう、小澤新音、山咲ななみ、上原リナ、白百合姫、安奈久美、宮崎あい、佐野るる
- 脱ぎたてホクホクパンティー手コキ&フェラ 2（12月19日、イエロー）他出演:北島玲、一戸のぞみ、七海、野中あんり、七咲楓花、桃咲まなみ、蜜井とわ、羽田夕夏、大塚咲、有希ちな

2009年
- 巨乳・爆乳 おっぱい接写 vol.1（1月16日、映天）他出演:夏川リアナ、真田リサ、羽野理沙、渡部准
- 巨乳・爆乳 全身マッサージ vol.3（1月16日、映天）他出演:夏川リアナ、真田リサ、羽野理沙、渡部准
- 近親相姦 お母さんの美尻（3月1日、ワンズファクトリー）
- イク時は号泣!（3月19日、乱丸）
- ベロベロ接吻&手コキが最高!（4月13日 マルクス兄弟）他出演:藍花、ひなのりく、有賀知弥、小坂めぐる、蜜井とわ、浅田ちち、高坂保奈美、吉沢みなみ、花沢もも
- 『巨乳・爆乳 乳舐め吸い VOL.5』（6月5日、映天）他出演:倉田茜、木下レイ、杉山りの、鈴香音色、ひなの、夏川リアナ、伊東このみ、門倉真紀
- 『クセになる爆乳パイズリ02 4時間』（7月5日、NON）他出演:櫻庭茜、佐伯奈々、並木るか（橘ひな）、乃南悠里、相崎真希、篠田まい、鈴木さとみ、鈴香音色
- 『巨乳パイズリSP 乳フェチ向け パイズリしまくり4時間』（10月1日、ABC/妄想族）他出演:倉田茜、友野みゆき、蜜井とわ、尾崎ゆうこ、片瀬りこ、小澤新音、安奈久美、鈴香音色、愛あいり、浅田ちち、篠田まい、妃乃ひかり、朝木めい、並木るか（橘ひな）

2010年
- 足コキッ! 足袋コキッ!（4月16日、映天）他出演:月野りさ、竹内順子、真崎ゆかり、安西のあ ※「葉月菜穂」名義
- もっこりパンツの上からチ○ポをいじくり発射させる女たち（5月1日、V（ヴィ））他出演:石川鈴華、成瀬心美、安堂エリカ、紗奈、早乙女ルイ、川上ゆう、長谷川美紅
- パンストレズビアン遊戯 Vol.2（5月19日、AVS collector’s）共演：黒木麻衣
- パンストフェティッシュ倶楽部 Vol.3（5月19日、STYLEWORLD/妄想族）
- 騎乗位がやめられなくて…（6月25日、マドンナ）
- 噂の足ツボマッサージさん おっぱい大きすぎるんじゃないですか?（7月15日、グローリークエスト）
- Shake Body Ver.15（7月25日、AVS collector’s）
- 妄想女子寮 管理人さんしゃぶらせて!（9月16日、グローリークエスト）共演:秋川れな、水沢真樹、真矢ゆき、美咲菜々子
- エロ尻アングル 3（10月8日、WEEKENDER）
- 快楽悩殺的痴女遊戯 第二章 むっちむちボディで優しく迫るエロメイド、奈穂さん（10月13日、AVS collector’s）
- 爆尻妻（11月11日、センタービレッジ）
- イケナイ奈穂先生のムッチムチ肉感授業（12月7日、Fitch）
- 潜入検証 誘惑パンチラ（12月13日、溜池ゴロー）
- 幻母 スケベ変態兄弟の母親教育（12月19日、VENUS）
- Vo win 2（12月24日、デジタルアーク）

2011年
- 見せたがる痴女達の極上フェラ（2月17日、グローリークエスト）他出演：森永ひよこ、風間ゆみ、秋川れな、水沢真樹、浜崎りお 他
- 葉月奈穂の世界（3月25日、AVS collector’s）※単体ベスト
- 計られた巨乳妻たち ～恥じらいの熟ブルマ・スポーツテスト編～（4月7日、マドンナ）共演：百花エミリ
- 新肉感地帯 爆尻巨乳! 肉闘派フェラレディ（4月29日、ジャムズ）
- 淫行回春マッサージ店 誰にも言えない (秘) アルバイトをする若妻たちの全て（5月2日、プレステージ）他出演：艶堂しほり、川瀬さやか、細川まり、岡本莉紗、美原咲子、真咲南朋
- ムッチリ巨乳レズソープ（5月7日、ディープス）共演：鈴香音色、小坂めぐる
- 美熟女ハスラー ～ムチムチ巨乳妻のハミ出しブレイクショット～（5月7日、マドンナ）共演：風間ゆみ、村上涼子
- 辱めの蔵 知らぬ間に躾られていた私の妻（5月10日、グローバルメディアエンタテインメント）
- 近親相姦 ハミ乳母さん（5月19日、VENUS）
- 奈穂ママとのやらしい生活（6月19日、VENUS）
- テクニシャン美乳ソープ嬢のおもてなし12人（7月7日、桃太郎映像出版）他出演：浅田ちち、@YOU、西田美沙、星ありす、前田優香 他
- 人妻レズ美アン 3（7月22日、U&K）共演：中森玲子
- 爆乳母との濃密温泉旅行（8月4日、グローリークエスト）
- W巨尻妻スワッピング 豊満人妻達の尻肉躍る乱交饗宴（8月13日、溜池ゴロー）共演：村上涼子
- VS. 葉月奈穂（9月7日、デジタルアーク）
- オナコレ×パンスト×密室デート Vol.6（10月1日、アイ映像）
- 逆ズボッ!!ムッチリ爆乳痴女がいきなり男達に襲い掛かり逆レイプ!（10月1日、ムーディーズ）共演：浜崎りお
- 噂のビアン専用 巨乳レズエステ（10月13日、U&K）共演：中森玲子／他出演：ERIKA、永井智美、真鍋紗愛、横山みれい
- 絶対ムチムチ美女 爆乳爆尻世界征服（10月30日、JAMS）
- 調教悶絶妻 中野区在住 葉月奈穂婦人（11月19日、ラビリンス）
- 幻母 禁断母子スワップ 爆乳女系一家の猥褻な儀式（12月19日、VENUS）共演：青木りん、時越芙美江

2012年
- 授業参観ボディコンママ（1月13日、溜池ゴロー）
- ノーブラムッチリ爆乳の欲望グラマラス誘惑女教師に犯される（1月19日、OPPAI）
- 爆尻妻DX 2（1月26日、センタービレッジ）他出演：櫻井夕樹、櫻井ゆうこ、神崎美樹、村上涼子、志村玲子 他
- いいなり家政婦 肉体ご奉仕（1月27日、Mellow Moon）
- 僕のペットは爆乳管理人 ～敏感な乳房が咽び泣く寮内調教～（2月1日、Fitch）
- 若妻 誘惑の時間（3月25日、プラネットプラス）
- 地下人妻凌辱闘尻倶楽部 ～豊満な肉体で争われる危険な賭け～（3月25日、マドンナ）共演：折原ゆかり、細川まり
- 濃厚汗だく豊満グラマラス ～フェロモン漏れだすムレムレ肉感オフィスレディ～（4月1日、Fitch）
- ムッチリ総合病院（4月19日、グローリークエスト）共演：本真ゆり
- 巨乳のイイ女レズビアン（4月27日、レディース・ルーム）共演：中森玲子／他出演：小出遥、内田美奈子、櫻井夕樹、美咲りん、村上涼子 他
- 極上巨乳ソープ（5月4日、クリスタル映像）他出演：遥花しいな、小倉もも、月野ひめか
- ヌル撮 オイルマッサージ マッサージ師を目指す生徒にモデルになる事を頼まれてしまった女教師（5月17日、グローリークエスト）他出演：山本美和子、原望美、里崎あかね、本真ゆり
- S級熟女コンプリートファイル 葉月奈穂 4時間（5月19日、VENUS）※単体ベスト
- 浮気癖 若妻調教（6月1日、ローグ・プラネット/妄想族）
- わいせつ人妻痴漢電車（6月19日、VENUS）
- ムッチムチ 爆乳巨尻奈穂先生の課外授業（6月25日、AVS collector’s）
- ぬめるムチ尻女の極上パンストソープ（7月1日、Fitch）
- 巨女医 奈穂（7月1日、巨宝）
- Glam Mode（7月7日、デジタルアーク）
- 豊満熟女隊が行く 看護師に成りすまし深夜の病院でリアル逆夜這い（7月10日、ホットエンターテイメント）他出演：本真ゆり、白鳥寿美礼、石黒樹里
- 感じやすい男の苦労（7月13日、アロマ企画）共演：有奈めぐみ
- 中出しソープ 麗しの熟女湯屋 むっちりボディの巨乳巨尻ソープ（7月25日、グローバルメディアエンタテインメント）
- ぽちゃマゾ 野外露出調教（8月3日、映天）
- 「野外バーベキュー大会で、女医と婦長に性的イタズラしてくれる患者さん募集中」と、看護婦が病院内で声をかけたところ…（8月3日、映天）共演：滝沢すみれ
- SEXのハードルが異常に低い世界 3（8月9日、ディープス）共演：有村千佳、水嶋あずみ、春希ゆきの、今村なつ、海宝美羽
- イラマンパラダイス VOL.2 4時間（8月10日、NON）他出演：松浦ユキ、朋香めい、仲村ろみひ、夏川葵 他
- エクササイズボディ Ver.2（9月13日、AVS collector’s）
- 3時のおやつに睡眠薬を混ぜて出す友達のママ 近親相姦だけは絶対NG でも息子の親友は喰っちゃうドスケベ肉食ママ（9月20日、ROCKET）他出演：杏美月
- 超高級ソープ嬢のテクニック教えます!!（9月20日、SODクリエイト）共演：深田梨菜、他2名
- ノーパンパンストで発情する女たち Ver.2 パンストマ●コを見せ付け誘惑する化粧品セールスレディ、奈穂27歳（10月13日、AVS collector’s）
- 母子中出し近親相姦 母の身代わりにアナルを犯された美少年（10月19日、クロス）共演：初芽里奈
- OPPAIぴったりムチムチボディコン痴女スペシャル 4時間ずっと逆レイプ（10月19日、OPPAI）共演：大島あいる、桜木莉愛、杏美月
- 淫乱挟み撃ち 3 （11月13日、ムーディーズ）共演：本真ゆり
- 猥褻レズエステ（11月23日、レディース・ルーム）共演：中森玲子／他出演：星野あかり、水玉レモン、星優乃、横山みれい、浅倉彩音、大塚咲
- 恥ずかしすぎる下半身丸出し理容室 ～豊満な巨尻を晒される言いなり理容師の羞恥～（12月1日、Fitch）
- 友達の母親たち ～禁断の授業参観日、疑惑の三者面談～（12月20日、センタービレッジ）共演：折原ゆかり、堀川奈美

2013年
- 「熟女の口はもっと嘘をつく。」 熟雌女anthology ＃089（1月25日、アウダースジャパン）
- 女王様は葉月奈穂（1月25日、AVS collector’s）
- ハード淫乱SM（1月29日、アヴァ）
- むさぼる第十二弾! 脱法ハーブでイキまくる オイルマッサージサロン 肉塊人妻セレブをむさぼり尽くす 葉月奈穂35歳・専業主婦 慢性欲求不満（2月7日、桃太郎映像出版）
- 肉体の宴（2月13日、AVS collector’s）
- 男根一本に群がる淫乱団地妻（2月25日、痴女ヘブン）共演：小早川怜子、村上涼子、彩佳リリス
- 巨乳ママさんバレー部合宿 5（4月18日、グローリークエスト）共演：村上涼子、吉野さくら、滝川じゅんこ、吾妻かおり、川奈ゆり
- こんな女に挟射したい 谷間マ●コにそのまま中出し（5月3日、ドリームチケット）
- 近親相姦中出しソープ 初めての熟女風俗、指名したら俺とお前の母ちゃんだった（5月19日、VENUS）共演：風間ゆみ
- 弟を誘惑する爆乳お姉さん 2（6月25日、Mellow Moon）他出演：浜崎りお、森永ひよこ
- 葉月奈穂の世界 Part.2（7月25日、AVS collector’s）※単体ベスト
- 働く巨乳熟女たち（8月25日、Yellow Moon）他出演：風間ゆみ、黒木麻衣
- 淋しんぼ母さん 過剰な愛情欲情セックス（10月24日、センタービレッジ）
- 肉感爆乳グラマラス 葉月奈穂BEST（11月1日、Fitch）※単体ベスト
- 縛られた人妻 ～麻縄に弄ばれた妻の悲劇～（12月7日、マドンナ）

2014年
- 新 熟女童貞狩り VS包茎が悩みでSEXできない童貞クン（1月30日、センタービレッジ）
- Golden Best 葉月奈穂 4時間（2月6日、センタービレッジ）※単体ベスト
- 葉月菜穂 8時間（2月7日、デジタルアーク）※単体ベスト
- 嫁をマッサージ師に寝取られた（2月19日、VENUS）
- 日焼けあとが眩しい 爆乳ワイルドビッチ（3月1日、Fitch）
- こちら全裸家政婦派遣所 巨乳課 葉月奈穂です。（3月14日、なでしこ、監督:千摺源兵衛）
- 豊満ボディとむっちりセックス もっちもちの抱きゴコチに包まれて谷間とマ●コでシゴかれたい 3じかん。（4月11日、ドリームチケット）他出演：青山菜々、入江愛美、大堀香奈
- セクハラを拒みながらも肉体の疼きには耐えられない、むっちり巨乳猥褻淑女（4月25日、AVS collector’s）他出演：櫻井ゆうこ、美山蘭子、陽向さつき、小林さとみ
- 葉月奈穂の鬼コキ!! エロコスとド淫語でドピュドピュ発射させられちゃった僕（5月19日、VENUS）
- 丸ごと! 葉月奈穂8時間 ～揺れる爆乳Hカップ全16本番収録～（5月25日、マドンナ）※単体ベスト
- 調教される母（6月25日、グローバルメディアエンタテインメント）
- 息子と犯りたい巨乳義母の卑猥レッスン 5（6月27日、なでしこ）
- Fitch3周年記念! 榊歌丸×葉月奈穂 猥褻交尾（7月1日、Fitch）共演：白鳥寿美礼
- 無言妻 夫が隣にいるのよ…（8月8日、なでしこ）
- 大人の裸 4（9月19日、クリスタル映像）共演：桜ゆい
- 爆乳ハミ出し痴漢 ～公然羞恥に濡れた肉感OL～（11月1日、Fitch）
- ぽっちゃり爆乳ママ M息子たちの赤ちゃんプレイ願望 葉月奈穂38才（11月16日、マザー）
- 淫らな豊満爆乳痴女に犯されたい（12月1日、Fitch）共演：杏美月
- 母が欲しがるベロチューと中出し（12月11日、センタービレッジ）
- なぶりっこ（12月25日、タカラ映像）共演：春乃なな

2015年
- グラマー 葉月奈穂（1月25日、デジタルアーク）
- 母の親友（2月1日、VENUS）
- むっちり巨乳母の妖艶セックス 豊満母の性愛（2月16日、マザー）
- 息子たちの若くて反り返る勃起チ○ポを見てオナニーする豊満ボディの母親たち。熟したマ○コをイジる姿が辛抱たまらず僕も思わずセンズリを見せつけドピュと発射してしまいました!（3月5日、ジャネス）他出演：川上ゆう、松嶋友里恵、神崎久美、横山みれい
- S級熟女コンプリートファイル 葉月奈穂4時間 其之弐（4月1日、VENUS）※単体ベスト
- エロ尻ナースの尻ずり騎乗位（4月25日、アロマ企画）他出演：宮野ゆかな、鈴森汐那、野宮さとみ、小鳥遊はる
- 欲求不満の母と絶倫息子 抜かずの三発中出し（4月30日、センタービレッジ）
- 僕を密かに誘惑するお義母さん。「ちょっとだけだから…」と自らのマ●コを擦り濡らしながらチ●ポをしゃぶりまくるんです。彼女の喉チ●コにカリがこすれて思わず連続発射しちゃいました!（5月22日、なでしこ）他出演：川上ゆう、松嶋友里恵、神崎久美、横山みれい
- 男を惑わせる卑猥なランジェリー（6月1日、Fitch）
- 親父の再婚相手の義母は巨乳美尻でかなりの美人。肉食系エロボディで胸チラパンチラで誘惑して僕のチ○ポをイジリだした母親に辛抱たまらん! 2（6月19日、DX）
- 近親誘惑!「お父さんには内緒よ」まだまだイケてるお義母さんの爆乳ボディに僕のチ○ポは超ギンギン! 気付いた母はオマ○コを開いて優しく挿入させてくれた!!（6月19日、設定思考）他出演：城エレン、高島恭子、七瀬ゆい、橘エレナ、星杏奈、山本美和子、早瀬和香、川上ゆう、藤下梨花
- 憧れの爆乳ダイナマイト痴女 葉月奈穂を一日貸切エロ三昧!（6月21日、マザー）
- 熟女全身女体図鑑 第二号（6月25日、アロマ企画）他出演：加山なつこ、北島玲、竹内れい子、青山ななせ
- 愛しくてたまらない エロ優しい豊満爆乳ママ 葉月奈穂 38歳（7月5日、マザー）
- 旦那より息子が好み♥ 欲張り母ちゃん所構わずチンポ漁り!（7月23日、タカラ映像）
- 義母はセックス依存症! ヤリたくなると息子の僕を誘惑するので困っちゃいます。「お父さんには内緒よ」と上にまたがって近親中出し!（7月24日、なでしこ）他出演：川上ゆう、松嶋友里恵、神崎久美、横山みれい
- 親友の嫁（7月25日、ドリームステージ）
- 男性専用 爆乳淫語中出しエステサロン 淫語と極上テクニックを愉しむ膣内リフレ（7月25日、本中）
- はだかの主婦 荒川区在住 葉月奈穂 (33)（8月1日、プラネットプラス）
- TVの旅番組のカメラマンがAV業界出身の重度の尻フェチ男だと職業柄どうしてもベテランアナウンサーのぷりけつばかりを追ったローアングルを連発しもはや放送事故スレスレの収拾がつかないこんな番組になる ベテラン女子アナ編（8月13日、タカラ映像）
- 知人のマッサージ師に寝取られた人妻 セックスレス解消を建前にマッサージ師が企てた罠（9月11日、なでしこ）
- 近親［無言］相姦 隣にお父さんがいるのよ…（9月13日、VENUS）
- 上からまたがり男を犯す 爆乳騎乗位ボンデージ（11月1日、Fitch）
- 性奴隷に堕ちた肉感嫁（11月13日、EROTICA）
- 肉欲まぐろ競り市場 2 闇オークションにいいなり肉感女集めました!（12月18日、まぐろ物産）共演：北島玲、夏海えりさ、川添杏奈、他1名
- 爆乳家政婦さん×エロガキ すけべなガキが爆乳家政婦さんにHな悪戯!!（12月19日、艶熟/エマニエル）

2016年
- 軟禁ヤリ漬け陵辱! 男達に犯される爆乳人妻!!（1月1日、姦熟）
- 性家畜にしてください（1月7日、MEGAMI）
- 旦那の留守に男たちに狙われた人妻 昼下がりに他人のチ●ポに寝取られ中出しレイプ 4（1月22日、なでしこ）
- ペニバン女神の兜合わせ手コキ（2月7日、MEGAMI）他出演：園田花凛、北島玲、三喜本のぞみ、芦名ユリア、加納綾子
- マゾころがし アナル＆ペニス同時男犯（2月13日、M男パラダイス）
- でか尻限定満淫痴漢バス 2（2月19日、まぐろ物産）共演：浜咲恵利、夏海えりさ
- 嫁の母親に中出ししてしまった（3月7日、VENUS）
- 爆乳でイヤらしいカラダの美人妻の口マ●コをぶっ壊せ! 無理ヤリ強制イラマチオされた逆らえない人妻は嫌がりながらチ●ポを咥え込む! たっぷりぶち込んだ上で喉奥発射すると涙目で精子を垂らした!（3月30日、フューチャー）他出演：山本美和子、小早川怜子、潮見百合子、北条麻妃
- 人妻のエロい体に目を付け即ハメレイプ! 日常の昼下がり、男たちの性欲が爆発! チ○ポ挿入だけじゃ物足りず、3P中出し!!（4月22日、なでしこ）他出演：山本美和子、小早川怜子、潮見百合子、北条麻妃
- じっくりゆっくり快感でおかしくなっても続ける母と息子の性教育（5月13日、VENUS）
- 親父の嫁さん (義母) の誘惑オナニーに勃起した俺 (息子) 欲情した彼女は僕のセンズリを見てイキまくってた（5月17日、ラハイナ東海）他出演：川上ゆう、松嶋友里恵、神崎久美、横山みれい
- 全部丸ごと! 葉月奈穂 コンプリートベスト16シーン8時間 ～Hカップ爆乳ダイナマイトボディの凄テクプレイ!～（5月30日、ジャネス）※単体ベスト
- 肉弾ダンス2 ぽちゃぽちゃムチムチぶるぶるの肉感美女13名（6月17日、まぐろ物産）他出演：七草ちとせ、小西みか、栗崎紗理奈、夏海えりさ、浜咲恵利
- あの時のおばさん（7月28日、タカラ映像）
- 近親相汗 「火照る肉体、蒸れた子宮、ガマンできない親子の本能」（8月7日、VENUS）
- ぽっちゃり爆乳熟女8人（8月12日、なでしこ）他出演：朝霧ゆう、杏美月、折原ゆかり、白鳥寿美礼、真鍋あや、藤谷真理、寺島志保
- 爆乳! 葉月奈穂8時間スペシャル じっくり見れてたっぷりヌケる最強BEST! 揺れるボイン! ムッチリボディ! イキまくり絶頂ファック!!（8月23日、ラハイナ東海）※2枚組単体ベスト
- 姑の卑猥過ぎる巨乳を狙う娘婿（9月1日、グローリークエスト）
- たまには甘えたい! 現代社会に疲れた男たちを癒す風俗 デリバリーお母さん（10月7日、OFFICE K’S）他出演：神波多一花、真木今日子
- 友人の母親（10月7日、VENUS）
- 熟女はヤりまくる、騎乗位SEXが気持ちいいから。（10月19日、MEGAMI）他出演：加納綾子、樹林れもん、吹石れな
- ネトラレ願望妻に即ハメ3Pレイプ! 無理やり犯されたのに何度もイッてしまった人妻はマ○コの痙攣が治まらないまま中出しSEX（11月13日、ジャネス）他出演：山本美和子、小早川怜子、潮見百合子、北条麻妃
- 葉月菜穂ベスト4時間 ムッチムチ巨乳のスーパーボディ女優 永久保存版（11月20日、マザー）※単体ベスト
- 父が出かけて2秒でセックスする母と息子（12月7日、VENUS）
- マッサージ師に寝取られた巨乳妻5人（12月9日、なでしこ）他出演：藤下梨花、本間麗花、三喜本のぞみ、八木あずさ

2017年
- 浪人生の僕は父の弟である叔父夫婦の家に居候して肩身の狭い思いをしていたが、多忙な叔父のせいで欲求不満の叔母は僕がAVマニアだと知ると部屋にやってきて「スケベなの見せてよ」となんとAV鑑賞! 4（1月13日、VENUS）
- ド迫力BODY爆乳熟女16人! 全裸エクササイズ（1月27日、なでしこ）他出演：朝霧ゆう、杏美月、円城ひとみ、音無かおり、宮部涼花、三喜本のぞみ 他
- S級熟女コンプリートファイル 葉月奈穂6時間（2月13日、VENUS）※単体ベスト
- 「あっ! ナマで入っちゃった!」凄テクオイル素股でチ○ポをマ○コに擦りつけてたら思わずフル勃起からの生挿入! 本番禁止のはずなのに生中出しSEXまでしちゃった4人の爆乳美熟女デリヘル嬢（2月16日、グローリークエスト）他出演：彩奈リナ、成澤ひなみ、松坂美紀
- 背徳と快楽で赤らめる美人妻 他人の花嫁を奪う!（2月25日、ながえスタイル）他出演：松野ゆい、桜沢まひる、岡本莉紗
- まるっと! 葉月奈穂（3月1日、プラネットプラス）※単体ベスト
- 思春期のボクを卑猥な淫語で挑発してくるセクハラ人妻家庭教師に我慢できず種付生中出し（3月19日、VENUS）
- お義母さん、にょっ女房よりずっといいよ…（4月13日、タカラ映像）
- 嫁が置手紙を残して突然の家出!『これからどうしたらいいんだぁ～』と落ち込んでいる僕を心配してやってきた義母が家に泊まることになったのだが…風呂上りにほぼ裸で家をウロウロする姿に思わずドキドキ、いつしか嫁を忘れて襲いかかり中出ししてた!!（4月19日、VENUS）
- 妻が夫の留守中に若いイケメンを家に連れ込む3日間 ～丁寧な愛撫でトコトン楽しみイった後も結合したまま抱き合って繰り返しセックス～（7月19日、VENUS）
- 母、逃げる!! デカ尻パンチラに欲情して後ろから襲いかかる息子。（8月3日、センタービレッジ）
- S級熟女コンプリートファイル 葉月奈穂6時間 其之弐（10月13日、VENUS）※単体ベスト
- 葉月菜穂ウルトラBEST10時間（10月20日、まぐろ物産）※単体ベスト
- 葉月奈穂 SEX BEST（11月7日、デジタルアーク）※単体ベスト

2018年
- 息子の友人に調教された母（1月12日、なでしこ）他出演：浅井舞香、本真ゆり
- 美熟女が人前で無防備にブラを外すとき マ○コはドロドロ濡れ濡れ（8月10日、なでしこ）他出演：澤村レイコ、本庄瞳
- まるっと! 葉月奈穂 2（9月1日、プラネットプラス）※単体ベスト

2019年
- 葉月奈穂 SENSUAL BEST 11SEX10中出し18発射 7作品8時間2枚組（12月5日、センタービレッジ）※単体ベスト